# 内海進
内海 進（うつみ すすむ、生没年不詳）は、日本の元俳優、スーツアクター。

## 人物
生家は酒屋で、親類には、タレントのうつみ宮土理がいる。
体を鍛えることが好きで、リキ・スポーツパレスでプロレスラーと一緒に練習していた。その一方で自動車競技にも興味を持ち、同じレースチームに東宝の俳優がいたことがきっかけとなり『用心棒』（1961年）などの東宝映画に出演する。
1968年の『怪獣総進撃』では、キングギドラを、1969年の『緯度0大作戦』ではコウモリ人間のスーツアクターを担当。『怪獣総進撃』のキャンペーンでも怪獣のスーツアクターを担当し、実子の内海敦は、父が入った怪獣に抱きかかえられて怖かったと述懐している。
30代で造園業を本職としたため俳優を引退。その後、糖尿病を発症して入退院を繰り返したのち、心不全で死去。
実子の内海敦は、中学時代に父から三船プロダクション内の俳優養成所「三船芸術学院」入りを勧められるが、人前で演技をすることに対する恐怖心から三船芸術学院入りは辞退する。しかし、その後は演技に興味を持ち、劇団の俳優養成所を経て『ゴジラvsメカゴジラ』（1993年）などの映画や、『ウルトラマンガイア』（1998年）などのテレビドラマに出演した。

## 出演
- 用心棒（1961年）
- クレージーの無責任清水港（1967年） - 勘助の子分
- 100発100中 黄金の眼（1968年）[1] - 部下
- 怪獣総進撃（1968年） - キングギドラ[3][1]
- 緯度0大作戦（1969年） - コウモリ人間[1]